# イノ (GUILTY GEAR)
イノ(I-no)は、2D対戦格闘ゲーム「GUILTY GEARシリーズ」に登場する架空の人物。担当声優は。本シリーズの最終ボスの一人。

## 設定
- 赤で統一した魔女のような帽子に、インナーがないエナメル状のジャケットとミニスカートに厚底のロングブーツを装う妖艶な美女（『XrdR』ではムービーパート限定でサングラスを着用することもある）。露出度が高い衣服と蠱惑的な言動で人を狼狽させ、その反応を見る事を楽しむ。そして、精神的に逼迫すると口調が激しく凶悪になる（後述で言うボス仕様）。『Xrd』のアーケードモードでは彼女のストーリーにおいて、独り言でも汚い口調で喋っているほか、ところどころのセリフで放送禁止用語と思われる内容が伏せられたり自主規制音が発生することがある（特にソルに関して）。
- 常に他者よりも優位な立場で育って来たことから自分が世界の中心だと思っており、自分以外の人の痛みや苦労を理解しておらず周りに対して家畜並みの意識しか抱いていない独裁思考者で、他者を犠牲にすることを全く厭わない。自分以外の人間に対しては劇中では「世を乱す」印象の強い人物像で描かれていることが多く、立ち振る舞いも悪人染みたもの（もしくは悪人そのもの）を強調する面が目立つ。しかしその一方で好奇心旺盛な一面も持ち、自分に無関係なことでも興味が湧けば直ぐに首を突っ込もうとする所も見せる、冷酷さと人懐っこさの二面性を持つ。
- 時間を自由に移動出来る能力を生まれながらに持ち、因果律への干渉を行える（ΛCでは自ら時空を歪曲させている）。更に、他人の記憶を消去できる能力も持っている。
- ギアに敵意を持っており、特にディズィーに対して敵愾心を露にしている。
- ソル、アクセル、ジャスティスの3人との対戦時には口調がボス仕様になる事がある。
- 最終ボスとして登場するイノは通常のイノとは異なり、ボイスパターンが激しい口調のものに変更され性能も大幅に向上している。残体力によって計3回、ボスキャラクター専用の必殺技「メガロマニア」を使用する。
- 武器には愛用のエレキギター「マレーネ」の他にマイクスタンドやスピーカーなどの音響機器も利用する。帽子には独立した意識があり、登場セリフと敬意セリフで喋る（声はイノと同じ）。
  - 「マレーネ」には身体で支える為の専用ストラップがなく、代わりにイノが法力で吊り上げている。また、マレーネ本体の弦は相手に接近した際の暗器として使われる事が多い。
- イノのモデルはミュージシャンの椎名林檎であり、ホクロの位置（左口元）、誕生日、身長が同じである。また、イノが武器として用いるギターも、椎名林檎が初期に愛用したドイツ にあるギターメーカーデューゼンバーグ 社のDuesenberg Starplayer II がモデルとされている。
  - 椎名林檎が愛用したギターの愛称が「ディートリッヒ」なのに対し、イノが使用しているギターの愛称は「マレーネ」である。これは女優のマレーネ・ディートリヒから取ったとされている。

名前の由来
エスペラント語で「女の子」を意味する「I NO」から由来している。また、一時期はムックで「ブライアン・イーノから命名された」との紹介が掲載されていた。　
椎名林檎の「RINGO（林檎）」の子音抜きからの当て読みであることは否定している。

## ストーリー
『ギルティギア イグゼクス ドラマCD RED, BLACK（紅い戦い）』
本来、聖戦においてカイが戦死、聖騎士団団長となったソルと、GEARの一員として育てられたディズィーとの全力の戦いで2183年に滅ぶはずだった世界を回避すべく、2173年での事象を改変。GG初代のストーリーへとつなぐ。
GUILTY GEAR XX
初登場ではあるが、「あの男」との関係性は正史とは異なったものである。「あの男」の壮大な計画に興味を持ったイノは、邪魔になりそうな者を潰し合う計画（祭り）を独断で実行する。あの男の為には手間を惜しまないが、あの男にとっては予想された物ではなく良い顔をされてはいない。
GUILTY GEAR XX Λ CORE PLUS
独断で本来世界を救う切り札である筈のソルを抹殺しようとした為に「あの男」に拘束されてしまったイノだったが、このままで終われるかと言わんばかりに自ら拘束を解き、再びソル抹殺に動き出す。だが、いずれにせよ悲惨な末路を辿る事になる。
GUILTY GEAR Xrd -SIGN-
正史における「あの男」との関係性が「自身も世界の終末を見ており、それを回避する為に「あの男」を利用している」である事が明かされる。そして「あの男」を利用した事で今まで何度繰り返しても変わらなかった歴史の動きに変化が生じ、自身の正体を知れる可能性を見出す。
GUILTY GEAR Xrd REVELATOR
レイヴンを通し、「慈悲なき啓示」を阻止のために「あの男」の指示によりジャック＝オーを不完全のまま覚醒させる。しかしジャック＝オー本人がイノの制止をも聞かず脱走してしまい、彼女を追跡する羽目になるが、その先の自身の驚愕の事実に衝撃を受けることに。なお、その後となるレイヴンのエピソードモードでは、何か別の意思で動いており『あの男』一派と袂を別つ。

## ゲーム中の性能
ケミカル愛情フォースロマキャンを絡めた連続技の威力が非常に高く、ダッシュからの択一攻撃でガードを揺さぶる起き攻めも強い。弱点は牽制で使える通常技と必殺技の癖が強く、立ち回りが弱いこと。
ケミカル愛情フォースロマキャンを絡めた連続は高威力なものの、難易度は非常に高い。
ダッシュは他のキャラクターのような地面を走るものではなく、斜め上へと上昇していく特殊なもの。ここから空中通常技や空中必殺技を出すことが出来、特に通常技はしゃがみガード不能となるためガード崩しの要となる。EXキャラクターでは必殺技「大木をさする手」で使用するしゃがみながら移動するモーションになる。EXでもホバーダッシュは「ホバージャンプ」として使用可能（後述）。

## 技の解説
[　]内の意味は、XX=GUILTY GEAR XXで初登場、SLASH=GUILTY GEAR XX SLASH、ΛC=GUILTY GEAR XX Λ COREで初登場の技。また、EX=EXキャラクター専用技となっている。

### 必殺技
大木をさする手 [XX~] (FRC)
低姿勢でダッシュ移動し、相手の足元へアッパーを繰り出す、移動距離の違うS版とHS版の2種類あり、HS版が長い。低姿勢で移動するので、打点の高い攻撃をかわすことが出来る。
抗鬱音階 [XX~／EX] （空中可／FRC）
帽子の口内のアンプから音符状の飛び道具を発射する。音符の移動距離によってヒット数が最大5ヒットまで増加する。追加入力で軌道を上下に調整でき、EX版は左右にも移動できるようになる。
狂言実行 [XX~] （空中専用／FRC）
飛び上がりしばらく停滞した後に突進する技。突進方向は攻撃ボタンによって4パターンあり、P版はすぐ斜め下へ急降下、K・S版は若干緩い角度で斜め下へ降下、HS版は真っ直ぐ飛行し多段ヒットする。
ケミカル愛情（横） [XX~] （空中可／FRC）
空中で足を開き逆「T」の字のモーションで、ピンク色のキスマーク状気弾を横に発射する。Xrdからは横に広いオレンジ色の音波のようなビジュアルとなっている。
ケミカル愛情（縦） [SLASH~Xrd/EX] （空中可／FRC）
左右反転した「ト」のモーションでキスマーク状気弾を縦に発射する。
消毒メソッド [Xrd] （空中可）
空中にいる相手をギターの弦で絡め取り、蹴り飛ばすコマンド投げ。地上版では跳び上がって技を仕掛けるタイプの一方、空中版ではその場で相手を掴む。打撃判定がオミットされているため空中コンボの中継には組み込めない一方、技の成立後はすぐ空中での行動ができるため追撃が可能。
ホバージャンプ [EX]
ノーマルのホバーダッシュを行う。ノーマル版とは移動速度が遅く、また距離も短い点が異なる。

### フォースブレイク
狂言実行 [ΛC] （空中専用）
通常の狂言実行とは違い、こちらは斜め上へ飛行し攻撃する。

### 覚醒必殺技
窓際desperate [XX~Xrd]
腕をクロスし、広げると同時に前方に3ヒットする気弾を発射する。Xrdでは打撃無敵であるもののガードさせて有利と優秀な性能になっている。
限界フォルテッシモ [XX~] （空中可）
空中でギターを掻き鳴らし帽子内のアンプから3ヒットする音波を広範囲に発射する。『Xrd』までは空中専用の技で、コンボの〆などに使用されていた。『STRIVE』からは地上版が追加されている。
諧謔homeostasis [EX]
後ろ向きの体勢で敵を踵で蹴り上げ、最後に空中で8分音符状の気弾を発射する。
メガロマニア [XX~(ボス版のみ)/EX(家庭用SLASHから)/STRIVE] (FRC)
『EX』では、バーストゲージを全消費し発動する技（ボス版は体力が25%減るごと）。壁際までジャンプし羽を広げると無数のハートマーク状の飛び道具を一斉に発射する。軌道は山なりのもの、緩い放物線を描くもの、自分を基点として前方に放射線上に広がるものの3種類がある。イノの後ろに回りこむと、画面全体を乱反射で埋め尽くす形に変わる。
『Xrd』では一撃必殺技へと変更されており、エレキギターの振りおろし攻撃がヒットすると『XX』と同様のハートマーク型飛び道具が相手に向けて大量に襲いかかる演出となった。
『STRIVE』では投げ技として登場。コマンド成立直後の無敵は存在しないものの、暗転後回避不能・失敗時は飛び道具発射といった性能となっている。

### 一撃必殺技
臨書遺言 [XX~ΛC]
両腕を横に伸ばし、ヒットすると場面がライブ会場に変わり、イノの演奏に合わせながらステレオスピーカーで相手を攻撃し最後にイノのギターソロでフィニッシュ。
メガロマニア[Xrd]
立ちHSのモーションで攻撃、前述の「メガロマニア」で相手を圧倒する。

## テーマミュージック
- 陰祭り（GGXX～GGXXΛC）
- The Midnight Carnival（GGXX～GGXX/ボス戦専用）
- Dirty Drive（GGXrd）
- Requiem（STRIVE）

## ステージ
- BABYLON（XX～Xrd）
- UNKNOWN（ボスイノ）
- Wildness Gravemarker：流星雨（ISUKAのみ）
- L'oro Di Illyria（STRIVE）

## その他
- 石渡太輔はイノについて「イノはキャラクターコンセプトが先に立ち上がっていたので僕の知っている、一番女性を感じさせる人物をモデルにしたので、こういったビジュアルになってます」と発言している。
- 声優を担当した井上喜久子は「今まで演じてきた中で一番怖い役」と評した[3]。

## 参考資料
- 「アートワークス･オブ･ギルティギアゼクス 2000-2004」ソフトバンククリエイティブ、2004年 ISBN 4-7973-2687-5
- 「カフェ・ド・アーク」第五回放送
- 「GUILTYGEAR XX　-THE MIDNIGHT CARNIVAL-BURST ENCYCLOPEDIA」エンターブレイン 2002年 ISBN 4-7577-0934-X
- 「ギルティギア 10th メモリアルブック」（エンターブレイン、2009年）